# Spennacchiotto
Spennacchiotto (in originale Emil Eagle) è un personaggio dei fumetti della Walt Disney. Venne creato dallo sceneggiatore Vic Lockman e definito nella fisionomia dal disegnatore Jack Bradbury; esordì negli Stati Uniti d'America nel 1966 nella storia "Archimede Contrattacca e Vince" ("The Evil Inventor") nel n. 63 della serie Uncle Scrooge. Le sue fattezze sono fin dall'inizio quelle di un rapace dal becco adunco pur incorrendo in numerose rivisitazioni di disegnatori di varie nazioni, i quali lo dipingono a volte con un piumaggio rosa, marrone o verde, oltre al più canonico bianco.

## Caratterizzazione del personaggio
Comincia la sua carriera come inventore rivale di Archimede Pitagorico per poi spostare il suo obiettivo soprattutto su Super Pippo.
Peculiarità del personaggio è quella di partecipare a tutti e due gli universi dei personaggi disneyani, quello dei paperi e quello dei topi, potendo quindi interagire sia con i personaggi di Paperopoli sia con quelli di Topolinia. Nelle storie prodotte in Sudamerica, specie in Brasile, è stato spesso messo a confronto con Paper Bat. Il suo scopo principale è arricchirsi attraverso l'utilizzo illegale di invenzioni sue e altrui, facendo anche da fornitore di pericolosi marchingegni a criminali di ogni sorta. Più volte si riduce a copiare le invenzioni di Archimede, anche se col tempo riuscirà a migliorare le sue abilità.
Tornato in azione in contemporanea al ritorno di Superpippo nella storia Super Pippo e il ritorno di Spennacchiotto (pubblicata su Topolino n. 2295) del 1999, prima di una serie di storie dove appare come scienziato arricchito e ha due complici: Mac Smith e MacJohn. In una storia gli autori ci presentano la madre: una dolce anziana che tratta il figlio come se fosse ancora un bambino. Spennacchiotto, se da una parte è infastidito da tali apprensioni, dall'altra è incapace di staccarsi dalla madre. Il personaggio dopo una lunga assenza è riapparso nel n. 2576 nella serie Ultraheroes. Nel 2013 è ritornato nella storia a quattro puntate Paperinik sull'oceano scombinato (pubblicata su Topolino n. 3006, 3007, 3008 e 3009) dove ruba dei progetti di invenzioni scartate da Archimede perché quest'ultimo le riteneva troppo pericolose. Rubati i progetti comincia a creare armi per fini illegali per poi venderle ai criminali di Paperopoli, ma verrà fermato in seguito da Paperinik, che lo sconfiggerà con l'astuzia. Nel 2014 è ritornato nella storia dalla quarta puntata di Paperinik e la macchina del Fangus: Problemi d'immagine. Questa volta Spennacchiotto non solo affronta Paperinik, ma deve anche vedersela con il burbero kiwi giornalista Angus Fangus.